# Fritz da Cat (album)
Fritz da Cat è il primo album in studio del produttore discografico italiano Fritz da Cat, pubblicato nel 1998 dalla Mix Men Connection.
La ristampa del CD contiene al posto di 1 vs 2 la traccia Sucker per sempre di Cantabal (ovvero lo stesso DJ Gruff) feat. Uga Baud.

## Tracce
1. Intro (feat. DJ Lugi)
2. La famiglia (feat. Esa)
3. Sto già pensando a te (Feels Like Makin' Love) (feat. Left Side & Sab Sista)
4. Meglio così (feat. Bassi Maestro)
5. Interludio (feat. Lordz of Vetra)
6. Nuovi risultati (feat. Turi & Compari)
7. 1 vs 2 (feat. DJ Gruff)
8. Neurodeliri (feat. Mauri B)
9. Interludio (tua madre)
10. A vous a vous da mille ed una
11. A senso unico (feat. Marya)
12. Incontro al mondo (feat. Didez & Left Side)
13. Interludio (feat. Goedi)
14. Principi fondamentali della filosofia cronica (feat. Yoshi Torenaga)
15. Antiparucca (Punti di vista) (feat. Piotta)
16. De Stijl (feat. C.d.B.)
17. That's All